# Bárd (költő)

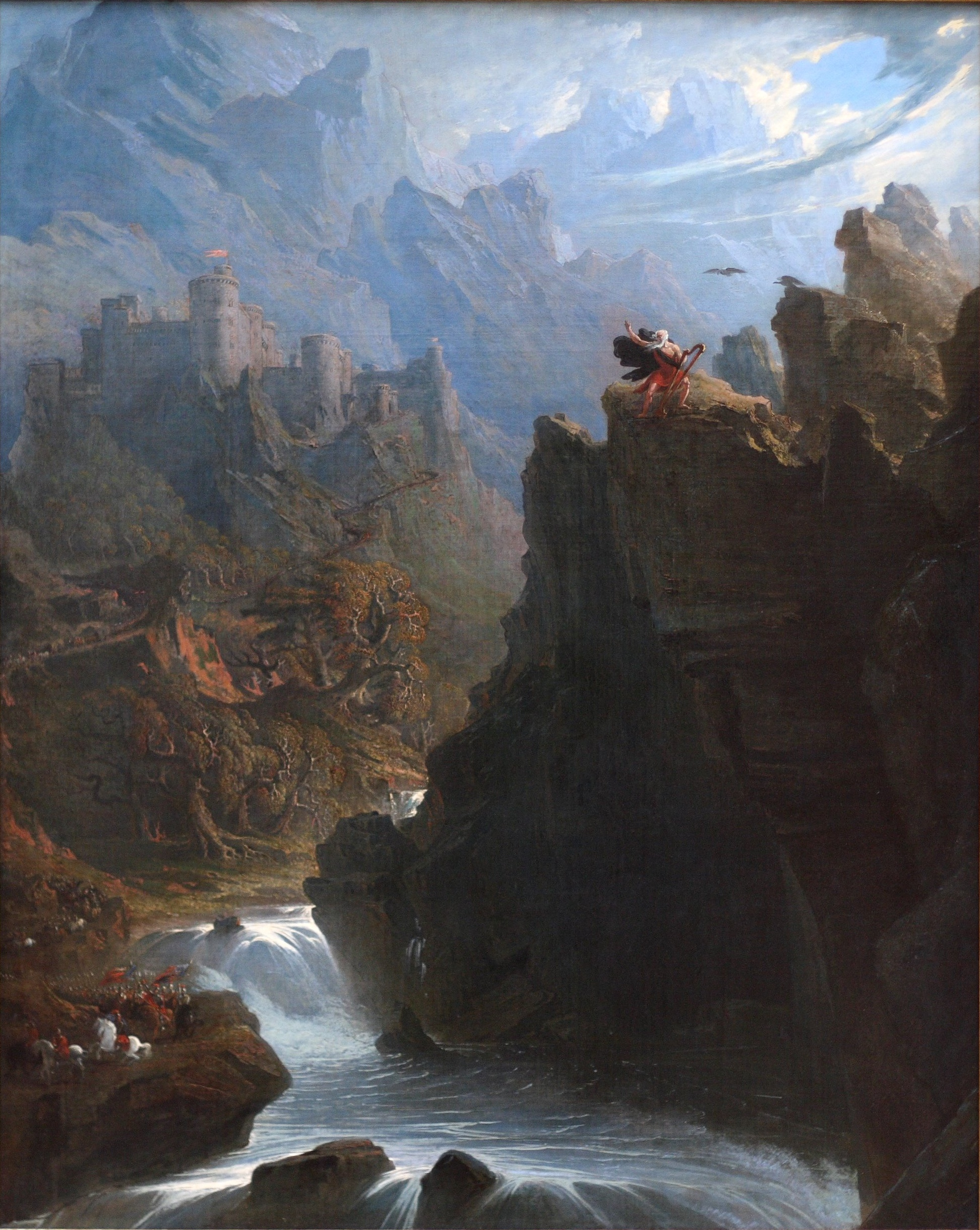
A bárd, John Martin festménye, 1817

A bárdok (a szó proto-kelta eredetű: bardos, jelentése: hangosan imádkozni, énekelni) énekesek, saját szerzeményüket előadó vándorénekesek voltak.
A bárd konkrét jelentése országok és korok szerint változott. A keltáknál bárdnak a druidák meghatározott csoportját (krónikásokat, költőket) nevezték. A 15. század közepén a gall nyelvből az angol nyelv skót dialektusába vándorénekes jelentéssel került át (pejoratív felhanggal).
Az angol kultúrkörben a romantika idején ismét változott a bárd jelentése. A kelta kultúrához visszanyúló romantikus írók és költők – közöttük elsősorban Walter Scott – adtak új jelentést a szónak. A bárd ebben a kontextusban lírikust, lírai költőt jelent. Határozott névelővel használják a híres angol drámaíró, William Shakespeare tiszteletteljes megnevezéseként is („the Bard”).
Bárdoknak hívják az oroszok (a többnyire) saját verseiket előadó – néha nem is hivatásos – költőket, énekeseket, sanzonok előadóit. Szerzői énekes. A legismertebbek közülük: Viszockij, Okudzsava, Galics, Matvejeva, Dolina…